# Goodge Street (stanice metra v Londýně)
Goodge Street je stanice metra v Londýně, otevřená 22. června 1907 jako Tottenham Court Road, ale 3. září 1908 bylo jméno hned změněno na současné. Stanice je vybavena výtahy a eskalátory. Roku 1942 si stanice zahrála ve filmu Gert and Daisy's Weekend. V roce 1968 zas v seriálu Pán času v episodě The Web of Fear. Název stanice byl použit v songu Sunny Goodge Street z alba Fairytale od Donovana. Autobusovou dopravu zajišťují linky 10, 14, 24, 29, 73, 134, 390 a noční linky N5, N20, N29, N73, N253 a N279. Stanice se nachází v přepravní zóně 1 a leží na lince:
- Northern Line mezi stanicemi Tottenham Court Road a Warren Street.

| Rok  | Počet cestujících |
| ---- | ----------------- |
| 2011 | 10,62 mil         |
| 2012 | 8,61 mil          |
| 2013 | 8,23 mil          |
| 2014 | 8,38 mil          |